# Borolo

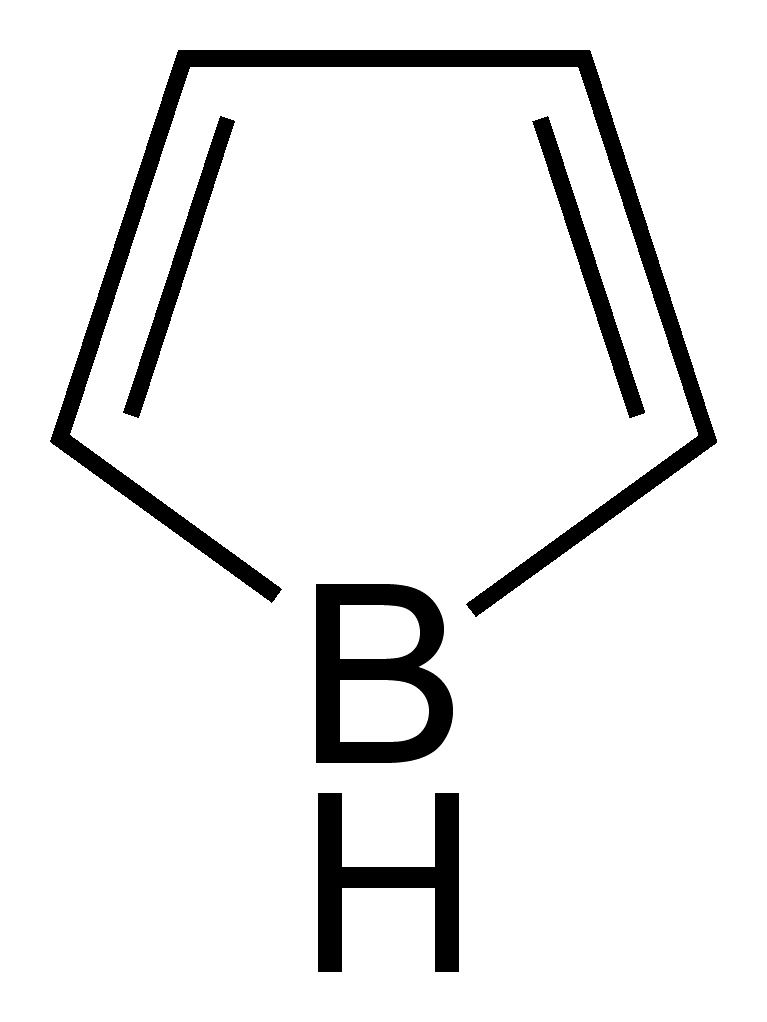

Il borolo è il composto eterociclico anti-aromatico (non rispetta la regola di Hückel) di formula C4H4B–H. Il composto è analogo al pirrolo, ma contiene un atomo di boro al posto dell'atomo di azoto. Questa molecola è particolarmente reattiva e sinora non è mai stata isolata. La sua instabilità è attribuita al sistema di quattro elettroni π che la rendono antiaromatica. Si conoscono però suoi derivati detti boroli, e complessi dove i boroli fungono da leganti.

## Boroli
Esistono derivati del borolo stabilizzati con sostituenti stericamente ingombranti. Un esempio è il derivato perfenilato C4Ph4B–Ph, specie comunque molto reattiva e prona all'ossidazione, ottenibile tramite la reazione:

## Complessi dei boroli
Si conoscono un gran numero di complessi metallorganici tipo sandwich contenenti come leganti sia boroli C4R4B–R' sia borollidi [C4R4B–R']2–. Alcuni esempi sono:
- Cp*[C4H4B–N(CHMe2)2]TaMe2 con struttura a sgabello di pianoforte.[5]
- [(C4H4B–Ph)Re(CO)3]2Hg. Questo complesso eterometallico contiene legami Re–Hg–Re, e i due centri di renio hanno struttura a sgabello di pianoforte.[6]
- (C4H4B–Me)-Rh-(C4H4B–Me)-Rh-(C4H4B–Me) con struttura multistrato, con tre anelli borolo intramezzati da due atomi di rodio.[7]